# Pierre Louvrier
Pierre Michel Louvrier (Mons, 2 dicembre 1973) è un dirigente d'azienda belga.
Pierre Michel Louvrier (Mons, 2 dicembre 1973) è un imprenditore e investitore belga, presidente del consiglio di vigilanza di Clementy Group, società di investimento con sede a Londra specializzata in ristrutturazioni aziendali e investimenti in situazioni particolari.
Si è fatto conoscere dalla stampa finanziaria internazionale nel 2015 in occasione dell'acquisizione del gruppo bulgaro di telecomunicazioni Vivacom per un valore di 900 milioni di euro.

## Biografia

### Formazione
Louvrier ha studiato giurisprudenza all'Università Cattolica di Lovanio, conseguendo il diploma nel 1995. Ha approfondito gli studi in economia e relazioni internazionali, durante i quali è stato membro della Conferenza Olivaint del Belgio e ha svolto uno stage presso l'Organizzazione Internazionale del Lavoro (OIL) a Ginevra. Ha completato un seminario finanziario per senior manager alla London Business School.

### Carriera imprenditoriale e investimenti
Durante gli studi ha cofondato una startup IT pioniera nello sviluppo di applicazioni Java, che ha venduto prima dello scoppio della bolla di Internet nel 2000. Ha lavorato come consulente strategico per Arthur D. Little e Accenture, specializzandosi in ristrutturazione e valorizzazione di imprese in difficoltà. Nel 2001 è diventato partner di M&A International (oggi Oaklins), con focus su private equity e situazioni speciali, partecipando al rifinanziamento del gruppo Aloxide, quotato su Euronext. Ha fondato e guidato per 11 anni CFG Capital, gruppo di investimento attivo in Europa e Russia, con la partecipazione di Jeannot Krecké nell'advisory board.
Ha vissuto tra Ginevra e Mosca, investendo in vari paesi. Ha lavorato come direttore associato per KPMG Russia e ha fatto parte del consiglio di amministrazione di ASC Holding, distributore mondiale di auto di lusso, guidandone l'espansione e la vendita. È stato membro e presidente di comitati in Rusgrain Holding, importante produttore agricolo russo, rifinanziando l'azienda con UniCredit e strutturando un'unità di trading cerealicolo con BNP Paribas.

### Vivacom e successivi sviluppi
In seguito alle sanzioni contro la Russia dopo il conflitto in Ucraina, Louvrier ha sospeso gli investimenti in Russia e ha tentato l'acquisizione di Vivacom in Bulgaria. Tuttavia, ha ritirato l'offerta nel luglio 2015 a seguito di irregolarità rilevate e minacce politiche. Ha quindi riallocato i suoi investimenti in Europa occidentale e Stati Uniti, assumendo la presidenza del consiglio di vigilanza di Clementy Group e entrando nei consigli di Barkley Asset Management e Softline International. Softline Group è uno dei principali distributori mondiali di software, in particolare prodotti Microsoft, con un fatturato di oltre un miliardo di dollari.

## Filantropia
Louvrier, con radici familiari belghe, francesi, ucraine e russe, si è impegnato per la pace in Ucraina sin dal 2014, collaborando con partner europei e con la Pontificia Università della Santa Croce per iniziative di formazione nella gestione patrimoniale della Chiesa cattolica. Ha fatto parte dell’International Business Leaders Advisory Council del programma for Church Management, realizzato in collaborazione con la Kellogg School of Management, presieduto da John Hillen, ex assistente del Segretario di Stato USA.